# سوسک (فیلم ۲۰۰۹)
سوسک (به مالایالم: Bhramaram) و (به انگلیسی:  Beetle) فیلمی هندی محصول سال ۲۰۰۹ و به کارگردانی بلسی است. در این فیلم بازیگرانی همچون موهنلال، بومیکا چاولا، سورش منون، لاکشمی گوپالاسوامی، مورالی گوپی و کی.پی.ای.سی. لالیتا ایفای نقش کرده‌اند.